# Гленвил (Северна Каролина)
Гленвил (енгл. Glenville) насељено је место без административног статуса у америчкој савезној држави Северна Каролина.

## Демографија
По попису из 2010. године број становника је 110.
| Група             | 2000.    | 2010.      |
| Белци             | 0 (0,0%) | 96 (87,3%) |
| Афроамериканци    | 0 (0,0%) | 0 (0,0%)   |
| Азијати           | 0 (0,0%) | 0 (0,0%)   |
| Хиспаноамериканци | 0 (0,0%) | 14 (12,7%) |
| Укупно            | 0        | 110        |